# Зотово (Глазовский район)
 Зотово  — деревня в Глазовском районе Удмуртии в составе сельского поселения Понинское.

## География
Находится на расстоянии примерно 26 км на север-северо-восток по прямой от центра района города Глазов.

## История
Известна с 1891 года как починок Зотовский, в 1905 году здесь (починок Усть-Мундесский или Верх-Пызепский, Зотовский) было дворов 14 и жителей 81, с 1932 года деревня Зотово. Работали колхозы «Зотово», «Красный Октябрь».

## Население
Постоянное население составляло 17 человек (русские 82 %) в 2002 году, 13 в 2012.